# Cantón de Naucelle
El cantón de Naucelle era una división administrativa francesa, que estaba situada en el departamento de Aveyron y la región de Mediodía-Pirineos.

## Composición
El cantón estaba formado por ocho comunas:
- Cabanès
- Camjac
- Centrès
- Meljac
- Naucelle
- Quins
- Saint-Just-sur-Viaur
- Tauriac-de-Naucelle

## Supresión del cantón de Naucelle
En aplicación del Decreto n.º 2014-205 de 21 de febrero de 2014, el cantón de Naucelle fue suprimido el 22 de marzo de 2015 y sus 8 comunas pasaron a formar parte del nuevo cantón de Ceor-Ségala.